# 董瑞宜
董瑞宜，中华人民共和国政治人物、全国脱贫攻坚先进个人。

## 生平
董瑞宜任庐江县金牛镇山南村驻村第一书记、扶贫工作队队长，国家税务总局合肥市庐阳区税务局第一税务分局局长。因在脱贫攻坚战中作出突出贡献，2021年2月25日全国脱贫攻坚总结表彰大会上，董瑞宜被授予“全国脱贫攻坚先进个人”。